# Renault Scénic E-Tech

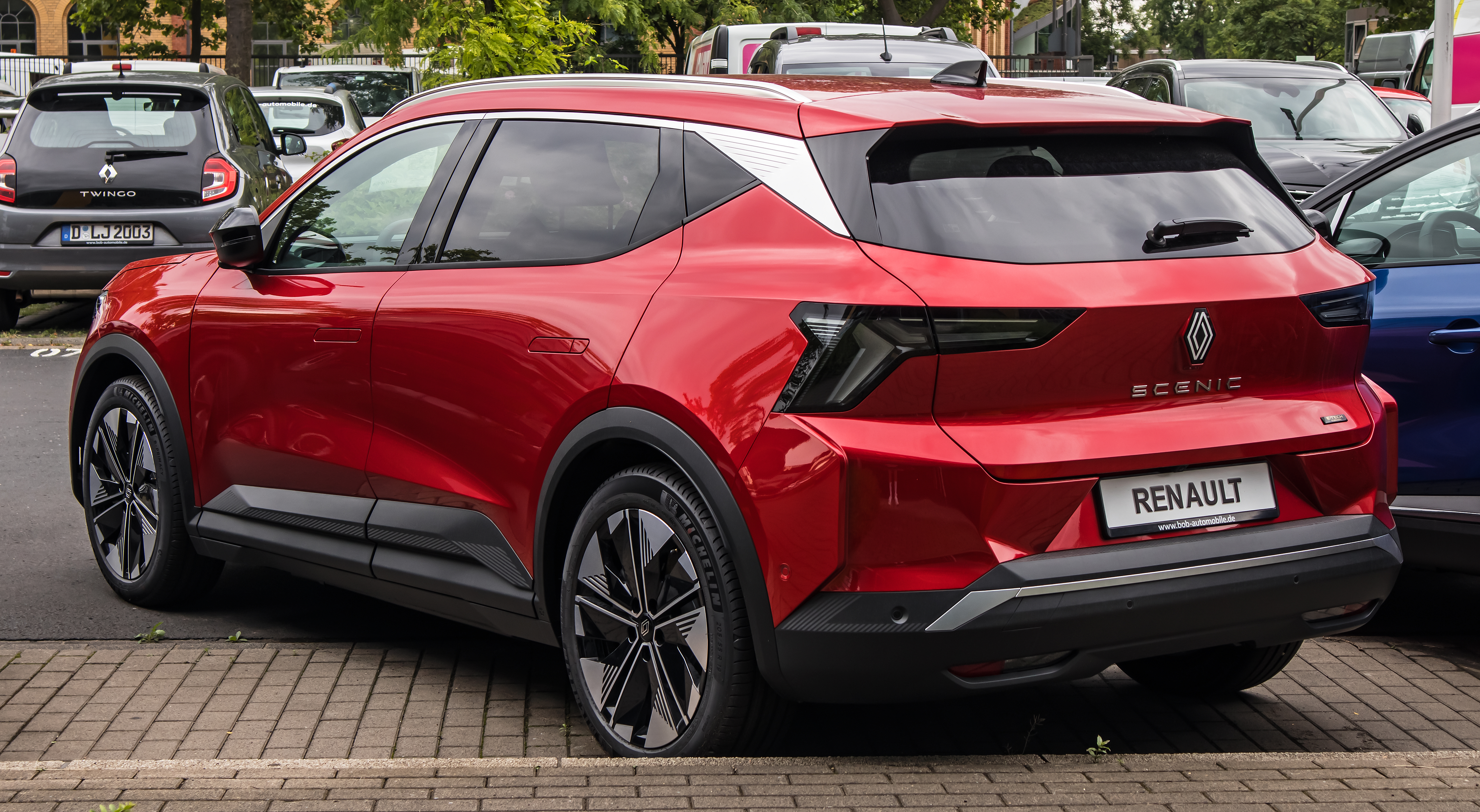
Heckansicht

Der Renault Scénic E-Tech ist ein Elektroauto des französischen Automobilherstellers Renault. Im Gegensatz zu den Vorgängermodellen der Baureihe ist das Fahrzeug ein Sport Utility Vehicle und kein Van. Auf Basis des Scénic E-Tech soll ab 2025 auch ein Derivat von Mitsubishi angeboten werden.

## Geschichte
Einen ersten Ausblick auf ein Nachfolgemodell des Scénic zeigte Renault im Mai 2022 mit dem Konzeptfahrzeug Scénic Vision. Angetrieben wird es von einem Elektromotor. Als Reichweitenverlängerer kommt eine Wasserstoff-Brennstoffzelle zum Einsatz. Eine Weiterentwicklung dieses Konzeptes wurde im Juni 2023 mit dem H1st Vision vorgestellt.

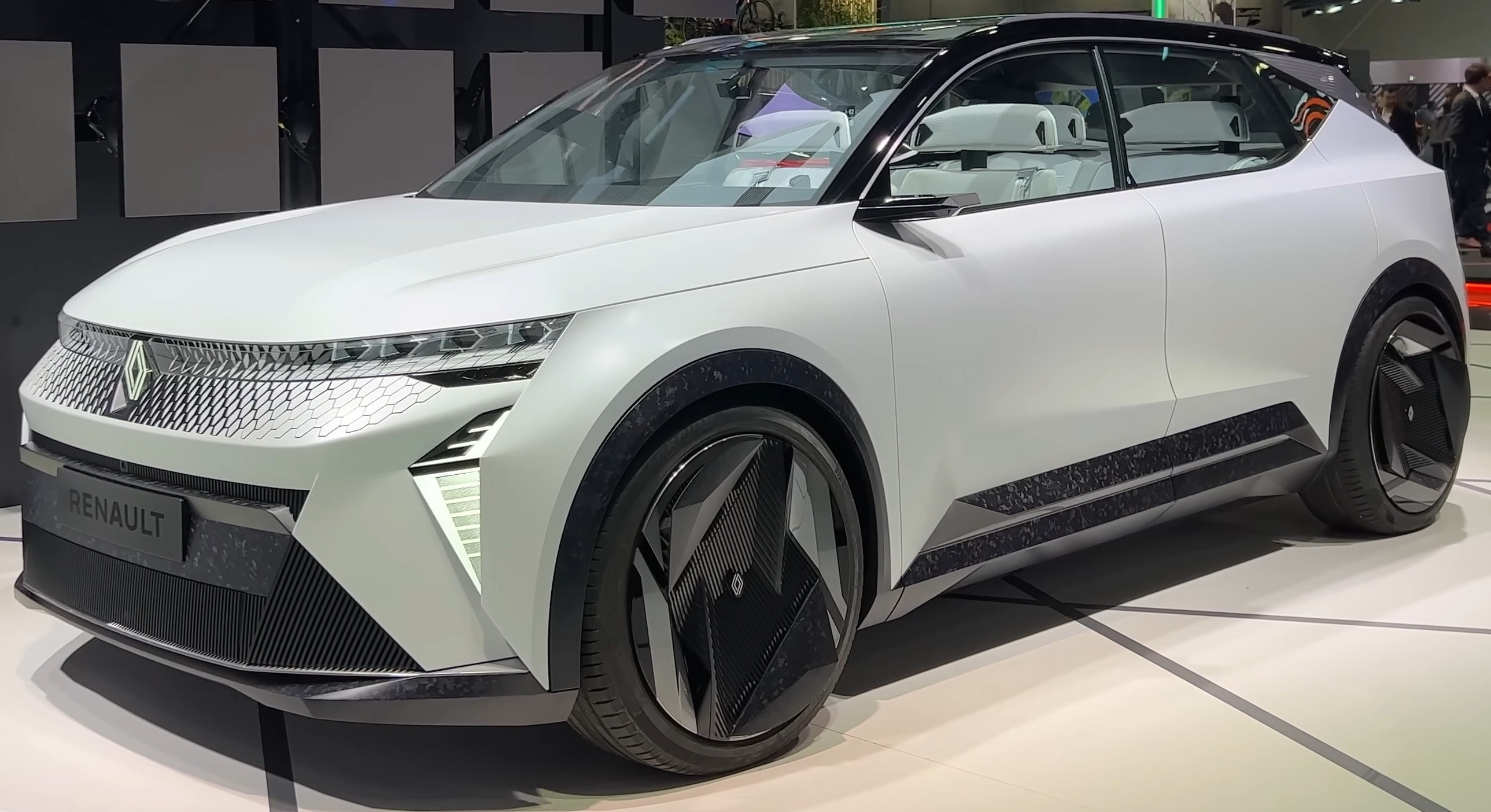
Renault Scénic Vision (2022)
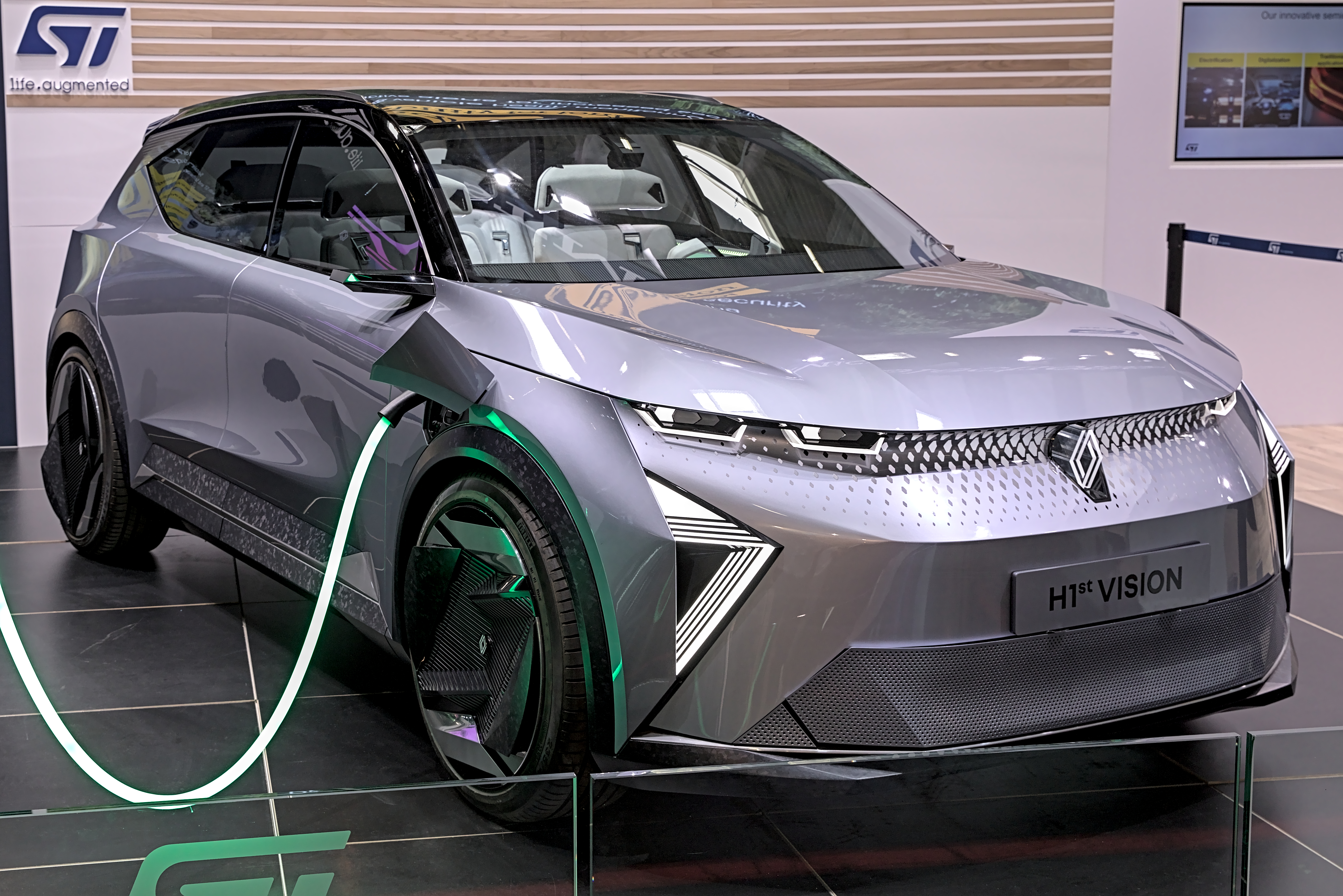
Renault H1st Vision (2023)
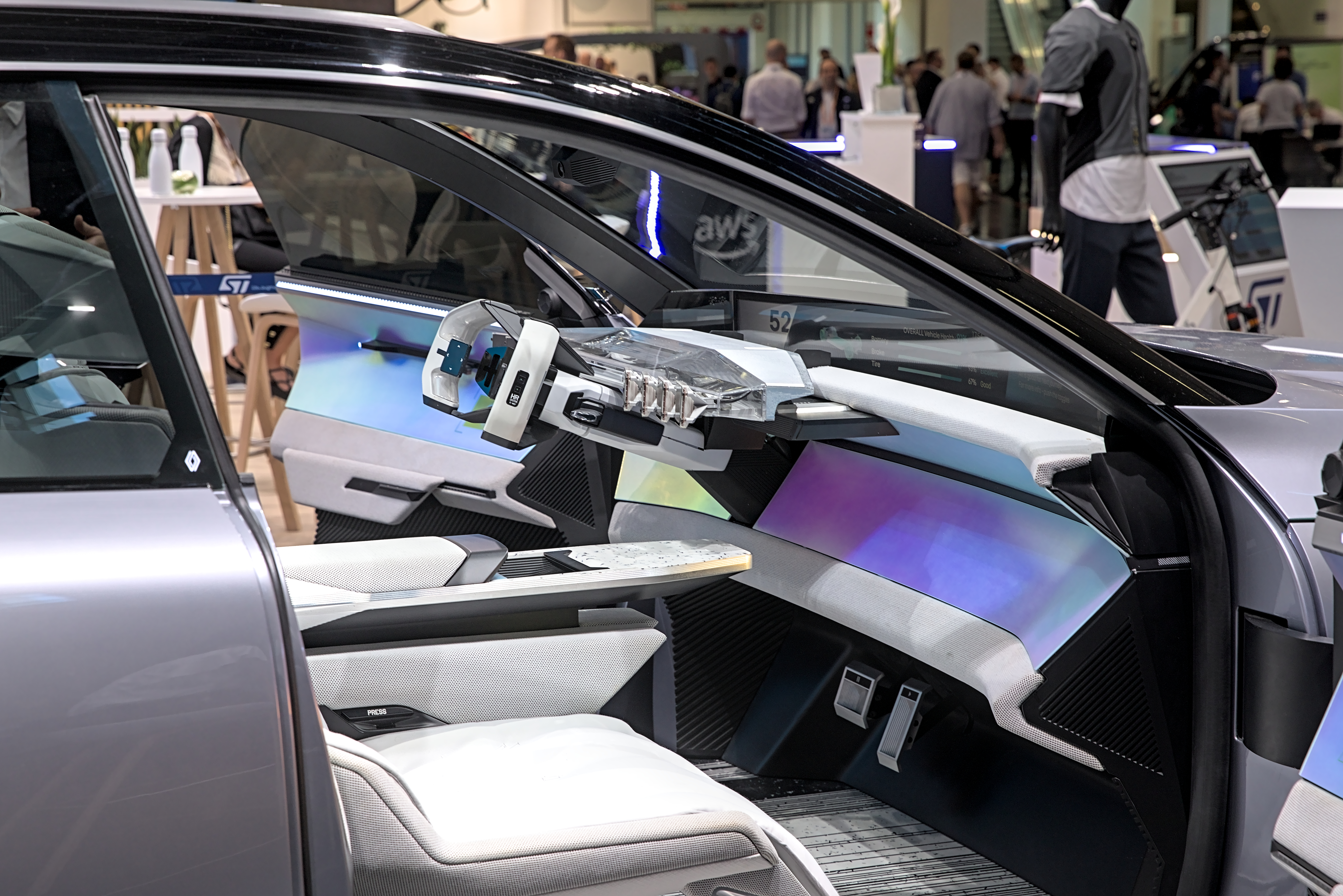
Innenansicht

Das vollelektrische Serienmodell Scénic E-Tech wurde im September 2023 auf der IAA in München vorgestellt. Der Marktstart erfolgte im Frühjahr 2024. Am 26. Februar 2024 wurde der Scénic E-Tech auf dem Genfer Auto-Salon zum Auto des Jahres 2024 gewählt.

## Interieur

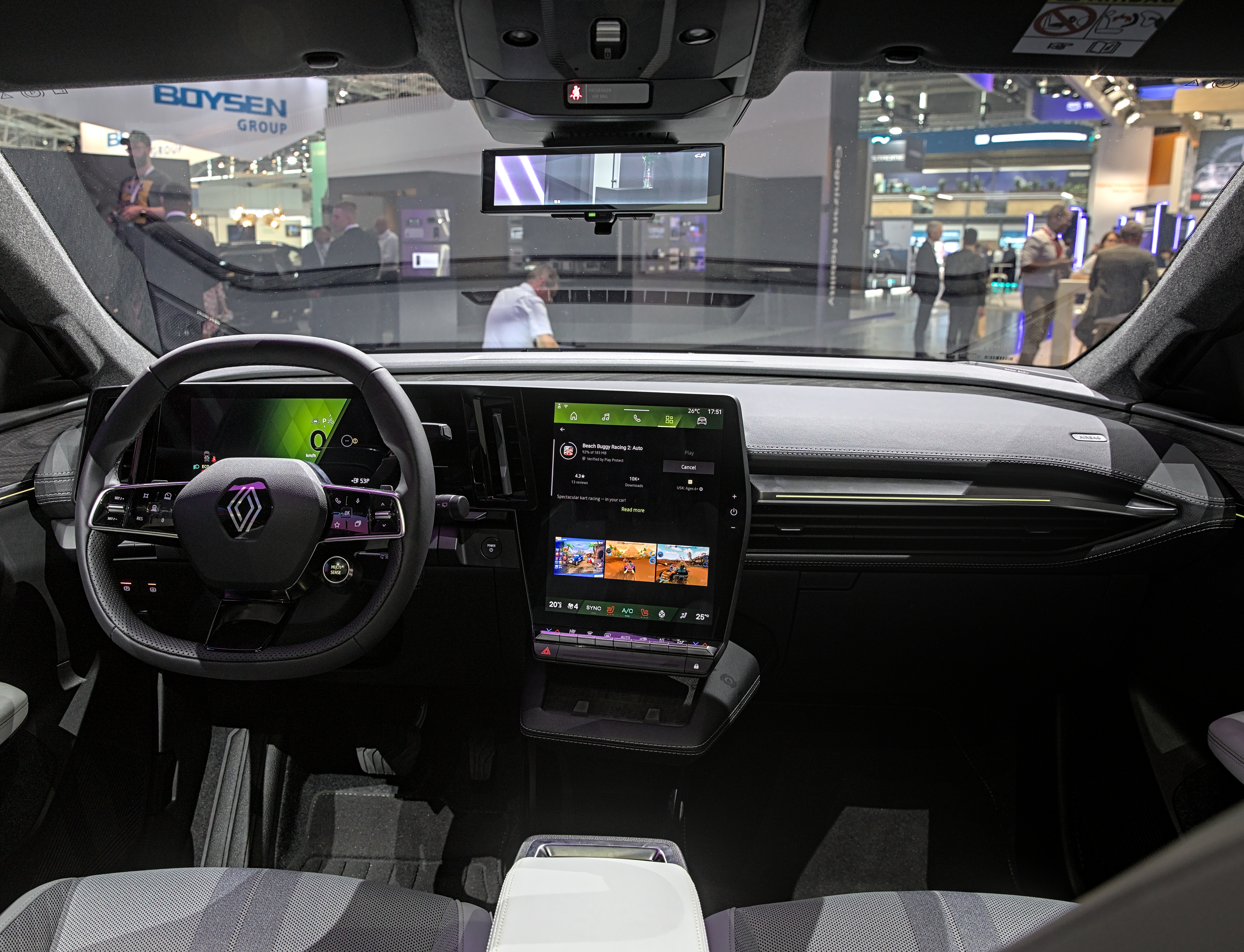
Innenraum

Im Innenraum gibt es zwei Bildschirme; zum einen ein 12-Zoll-Display als Instrumententafel und zum anderen einen Touchscreen in der Mittelkonsole mit einer Diagonale von 9 oder 12,3 Zoll (je nach Ausstattung) für das Infotainment-System. Die Software namens „OpenR link“ entwickelte Renault zusammen mit Google und basiert auf Android Automotive. Android Auto und Apple CarPlay werden kabellos unterstützt. Des Weiteren gibt es induktive Ladeschalen für Smartphones und optional ein Panoramaglasdach, das sich undurchsichtig schalten lässt. Das Kofferraumvolumen beträgt 545 l. Rund 80 % des Interieurs, darunter auch das Glas des Panoramadachs, werden aus recycelten Materialien hergestellt.

## Technik
Zunächst sind zwei Elektroantriebe mit 125 kW (170 PS) und 280 Nm oder 160 kW (218 PS) und 300 Nm verfügbar. In der stärkeren Version ist eine Beschleunigung von 0 auf 100 km/h in 7,9 s möglich. Die Höchstgeschwindigkeit beträgt 170 km/h, bei der schwächeren Version 150 km/h. Die Lithium-Ionen-Akkumulatoren bieten eine Kapazität von 60 bzw. 87 kWh, wodurch eine Reichweite von 430 bzw. 625 km erreicht werden soll. Die Ladeleistung über Gleichstrom beträgt maximal 150 kW, über Wechselstrom 22 kW.

### Technische Daten
|                                                | E-Tech Basis                        | E-Tech Long Range                   |
| ---------------------------------------------- | ----------------------------------- | ----------------------------------- |
| Bauzeitraum                                    | seit 03/2024                        | seit 03/2024                        |
| Motorkenndaten                                 |                                     |                                     |
| Motortyp                                       | Elektromotor                        | Elektromotor                        |
| Motorbauart                                    | Fremderregter Synchron-Elektromotor | Fremderregter Synchron-Elektromotor |
| max. Leistung                                  | 125 kW (170 PS)                     | 160 kW (218 PS)                     |
| Dauerleistung                                  | 55 kW (75 PS)                       | 55 kW (75 PS)                       |
| max. Drehmoment                                | 280 Nm                              | 300 Nm                              |
| Kraftübertragung                               |                                     |                                     |
| Antrieb                                        | Vorderradantrieb                    | Vorderradantrieb                    |
| Getriebe                                       | Eingang-Untersetzungsgetriebe       | Eingang-Untersetzungsgetriebe       |
| Antriebsbatterie                               |                                     |                                     |
| Zellchemie                                     | NMC                                 | NMC                                 |
| Energieinhalt                                  | 60 kWh                              | 87 kWh                              |
| Messwerte                                      |                                     |                                     |
| Höchstgeschwindigkeit                          | 150 km/h                            | 170 km/h                            |
| Beschleunigung, 0–100 km/h                     | 8,6 s                               | 7,9 s                               |
| Energieverbrauch auf 100 km (WLTP, kombiniert) | 16,3 kWh                            | 16,8 kWh                            |
| Reichweite nach WLTP                           | 430 km                              | 625 km                              |
| Max. Ladeleistung (AC)                         | 22 kW                               | 22 kW                               |
| Max. Ladeleistung (DC)                         | 150 kW                              | 150 kW                              |
| Ladedauer DC 0–80 %                            | 32 min                              | 37 min                              |
| Leergewicht mit Fahrer                         | 1822 kg                             | 1927 kg                             |
| maximale Zuladung                              | 518 kg                              | 514 kg                              |

## Zulassungszahlen in Deutschland
Im ersten Verkaufsjahr 2024 sind in der Bundesrepublik Deutschland insgesamt 1.665 Renault Scénic E-Tech neu zugelassen worden.
| 1.665 \| \| |
|             |

|  |

| 1.665 \| \| |
|             |

|  |

| 1.665 \| \| |
|             |

|  |

| 1.665 \| \| |
|             |

|  |

| 1.665 \| \| |
|             |

|  |

| 1.665 \| \| |
|             |

|  |

| 1.665 \| \| |
|             |

|  |

| 1.665 \| \| |
|             |

|  |

|  | Elektro |

|  | Elektro |